# Ruota degli esposti

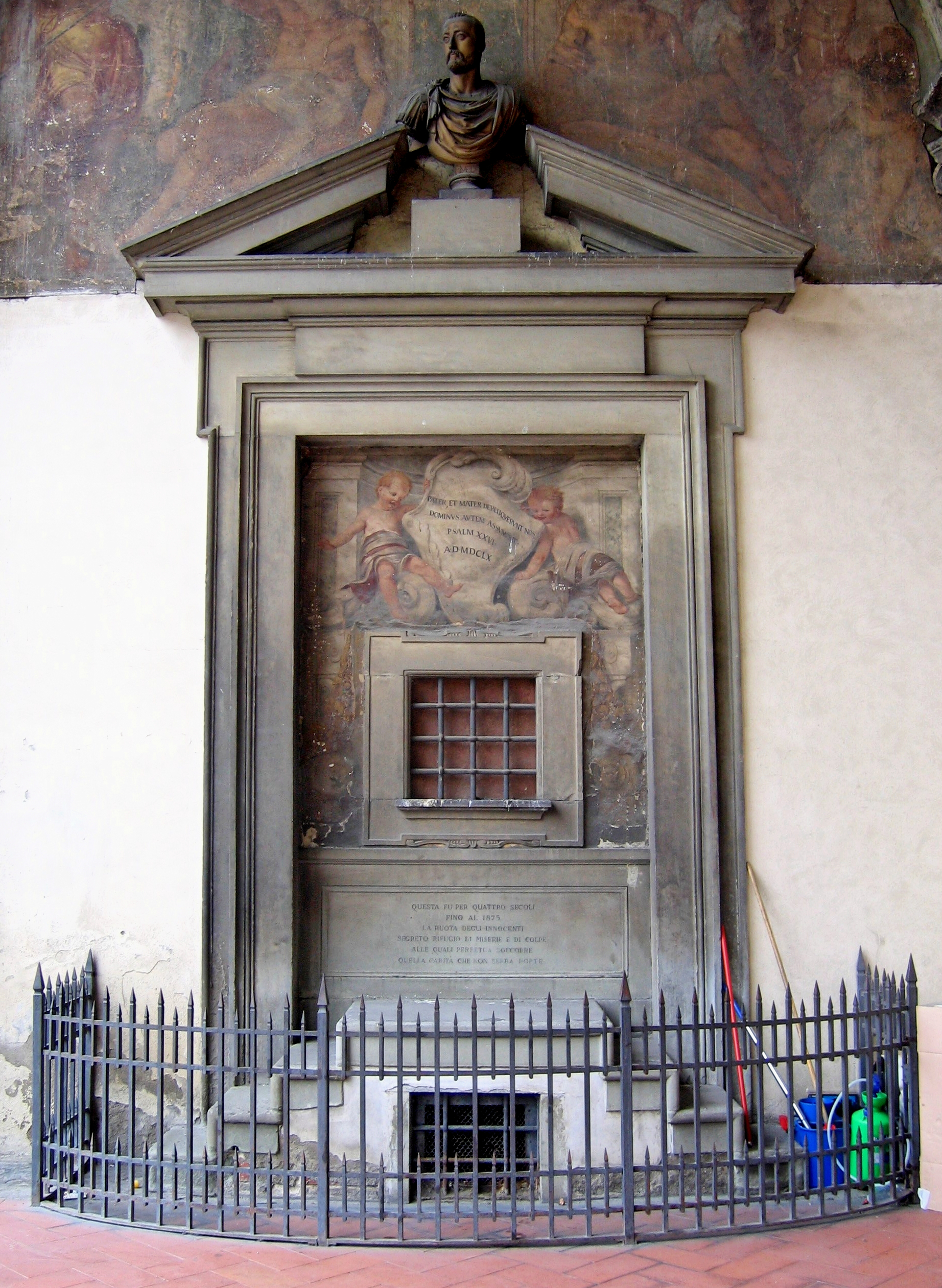
La ruota degli esposti allo spedale degli Innocenti a Firenze

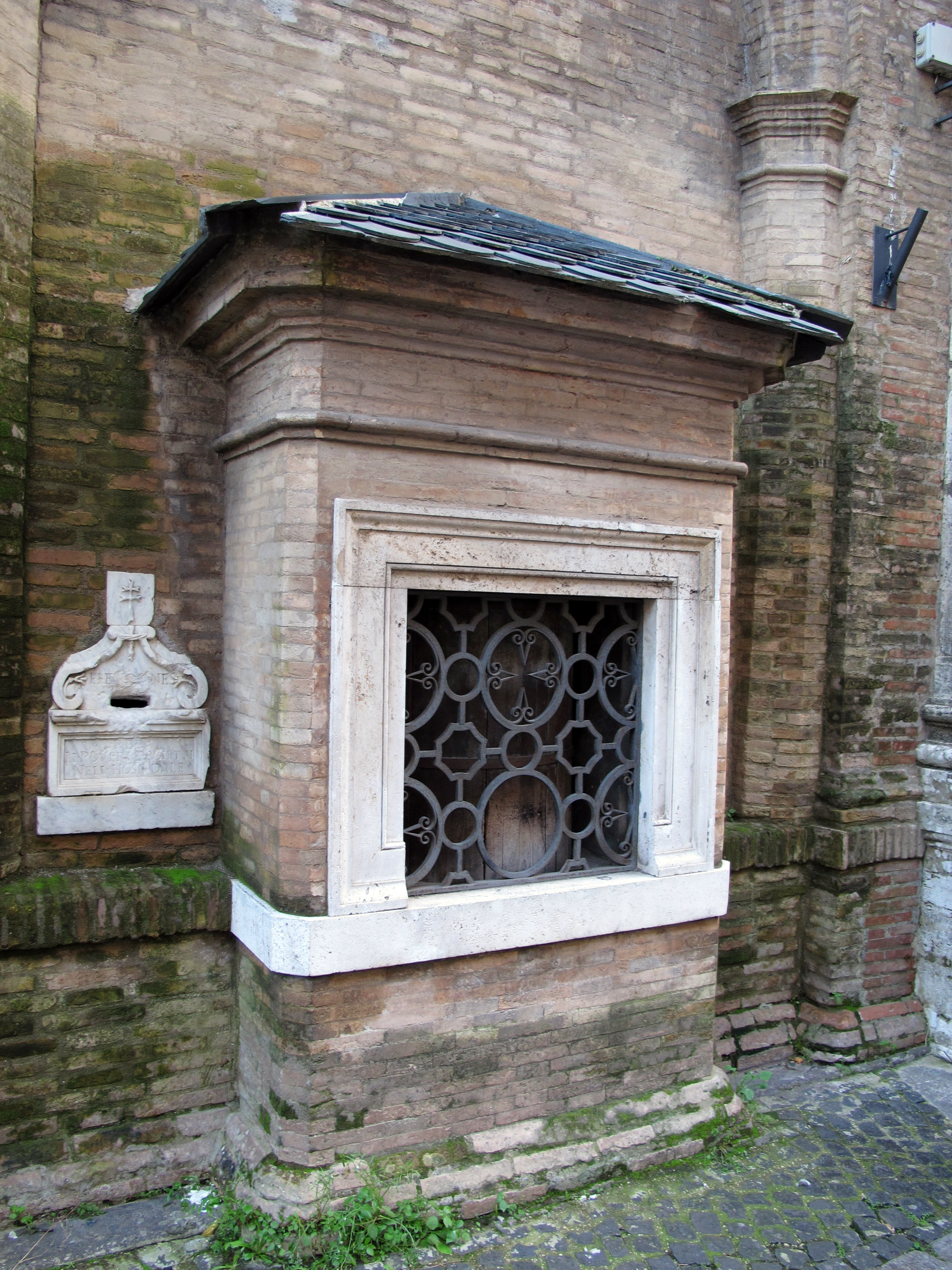
La ruota dei gittatelli all'ospedale di Santo Spirito in Saxia a Roma

La ruota degli esposti, o rota degli esposti, era una bussola girevole di forma cilindrica, di solito costruita in legno, divisa in due parti: una rivolta verso l'esterno e una verso l'interno. Attraverso uno sportello, era possibile collocare gli esposti, cioè i neonati abbandonati, senza essere visti dall'interno. Facendo girare la ruota, essa andava a combaciare con un'apertura all'interno, dove lo sportello veniva aperto e al neonato potevano essere assicurate le cure necessarie.
Spesso vicino alla ruota vi era una campanella, per avvertire chi di dovere di raccogliere il neonato, ed anche una feritoia nel muro, una specie di buca delle lettere, dove mettere offerte per sostenere chi si prendeva cura degli esposti. Per un eventuale successivo riconoscimento da parte di chi l'aveva abbandonato, al fine di testarne la legittimità, venivano inseriti nella ruota assieme al neonato monili, documenti o altri segni distintivi.

## Storia
Nell'antichità abbandonare figli indesiderati era uso alquanto diffuso presso diverse popolazioni. Gli ebrei ad esempio ne vietavano l'uccisione ma permettevano l'abbandono o la vendita degli illegittimi. La Grecia di Solone e Licurgo considerava legale l'infanticidio e l'abbandono. Presso i romani, al padre che non riconosceva il figlio come proprio sollevandolo da terra (da qui il termine "allevare") era consentito portarlo alla columna lactaria esponendolo alla pietà di chi passava e più spesso alla sorte di morire di fame o essere fatto schiavo.
La condizione degli esposti cambia con l'avvento del Cristianesimo. L'imperatore Costantino sancisce nel 315 che una parte del fisco sia utilizzata per il soccorso degli infanti abbandonati e per i figli delle famiglie povere. Nel 318 una legge prevede la pena di morte per l'infanticidio, ma non sanziona chi vende i propri figli. Soltanto nel VI secolo Giustiniano punirà l'abbandono considerandolo come infanticidio.

### Il primo brefotrofio
quia condidit iste Datheus

Hanc aulam miseris auxilio pueris»
(Iscrizione sepolcrale sulla tomba del prete Dateo)
Il primo ricovero, lo xenodochio, per neonati abbandonati fu istituito a Milano nel 787 dall'arciprete Dateo che il 22 febbraio 787 nel suo testamento dava le seguenti disposizioni:
«Dateo, arciprete della santa Chiesa milanese, figlio del magescario Damnatore, con l'aiuto della divina misericordia vuole stabilmente fondare in questa città di Milano, presso la chiesa cattedrale, un brefotrofio come opera di santa pietà cristiana.

(...) infatti le donne che hanno concepito in seguito a un adulterio, perché la faccenda non si sappia in giro, uccidono i propri figli appena nati e così li mandano all'inferno senza il lavacro battesimale. Questo avviene perché non trovano un luogo dove possano conservarli in vita, tenendo nascosta nel contempo l'impura colpa del loro adulterio; allora li gettano nelle cloache, nei letamai e nei fiumi.

Pertanto io, Dateo, confermo attraverso queste disposizioni che sia istituito un brefotrofio per i bambini nella mia casa e voglio che questo brefotrofio sia posto giuridicamente sotto la potestà di Sant'Ambrogio, cioè del vescovo pro tempore.

(..) Voglio inoltre e stabilisco quanto segue: (..) che si provveda a stipendiare regolarmente alcune nutrici che allattino i bambini e procurino loro la purificazione del battesimo. Finito il periodo dell'allattamento, i piccoli vi dimorino ininterrottamente per sette anni, ricevendovi adeguata educazione con tutti i mezzi necessari; lo stesso brefotrofio fornisca loro vitto, vestiti e calzari..».

### La prima "ruota"

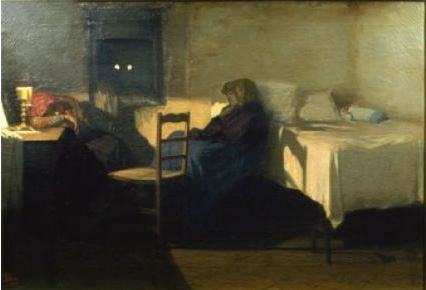
Gioacchino Toma, La guardia alla ruota dei trovatelli, 1877, Galleria Nazionale d'Arte Moderna

La prima "ruota" compare in Francia, nell'ospedale dei Canonici di Marsiglia nel 1188 e poco dopo ad Aix-en-Provence e a Tolone.

In Italia, secondo la tradizione, Papa Innocenzo III, turbato da ricorrenti sogni in cui gli apparivano cadaveri di neonati ripescati dalle reti nel Tevere, istituì una "ruota" nel 1198 nell'ospedale di Santo Spirito in Sassia.
Le ruote presero a diffondersi oltre che in Italia e Francia anche in Grecia e Spagna mentre non si hanno notizie di altrettanti strumenti per gli esposti in Inghilterra dove l'abbandono dei neonati e l'infanticidio non veniva affatto considerato un problema sociale tanto che comunemente si trovavano cadaveri di feti o di neonati nelle discariche o nelle fogne.
In Italia con l'influenza francese del napoleonico Regno Italico (1806-1815) sul Regno di Napoli la Rota proiecti venne ufficialmente istituita anche nei comuni dell'Italia Meridionale per la tutela pubblica dell'infanzia abbandonata. Una ruota degli esposti era in realtà già presente a Napoli: quella della Santa Casa dell'Annunziata, di cui esistono documenti d'immissione risalenti al 1601.
In Sicilia il viceré Laviefuille nel 1750 dispose l'obbligo di istituire "ruote" in tutte le città, ma tale disposizione si riferiva più alle zone rurali, visto che nei grossi centri come Catania e Palermo, erano attive già dai primi del '600.

### L'abolizione delle "ruote"

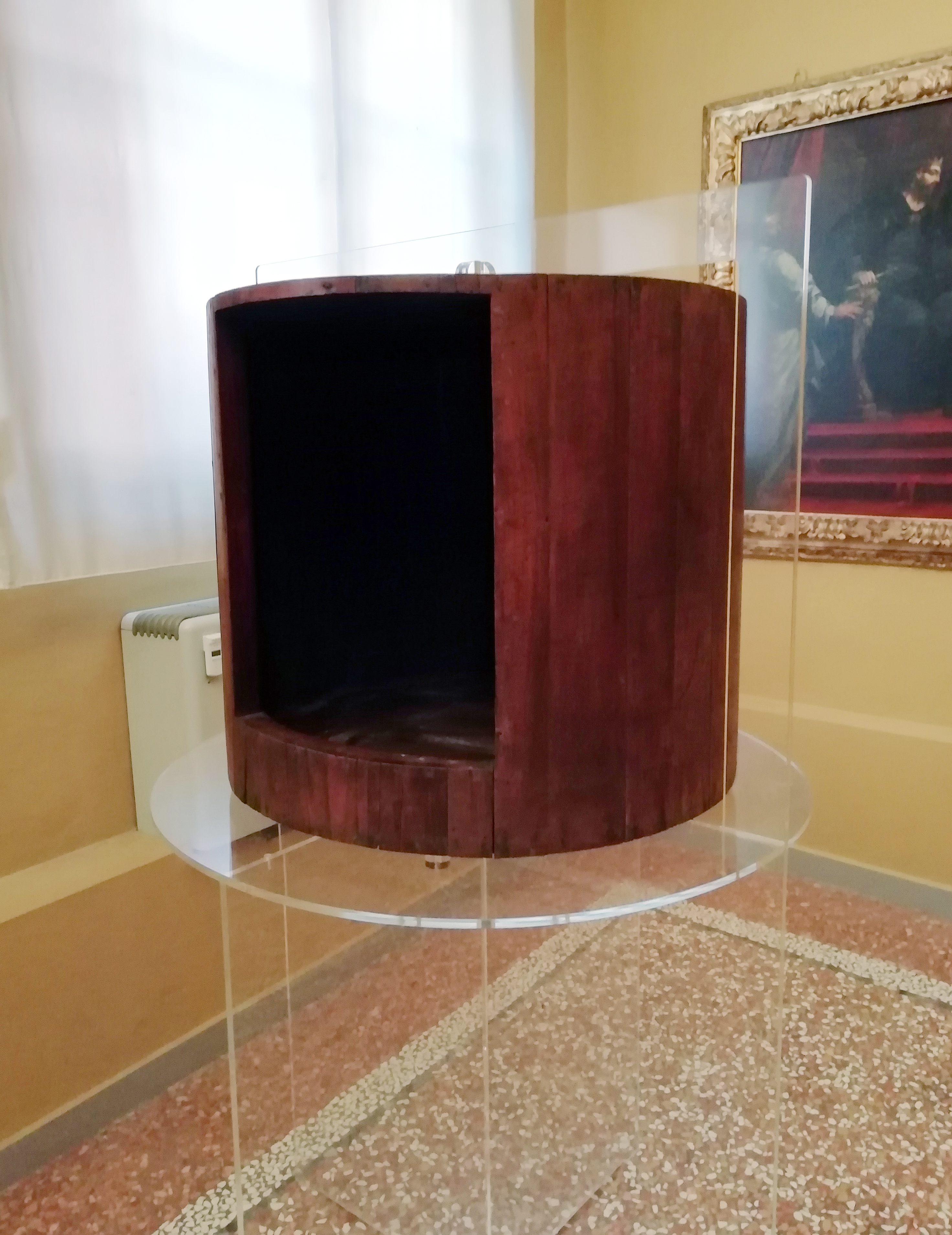
Ruota dei bambini esposti nella Quadreria di ASP Città di Bologna, nel Palazzo Rossi Poggi Marsili

Nel corso del XIX secolo a causa dell'aumento demografico che aveva portato in poco tempo la popolazione europea da 100 a 200 milioni di abitanti si cominciò a mettere in discussione la validità dell'istituzione della ruota che riversava sulle casse pubbliche il problema del sostentamento di famiglie numerose poiché spesso venivano affidati all'assistenza pubblica anche figli legittimi.
Emblematico è il caso di Milano. Il fenomeno a metà Ottocento assunse grande rilevanza. Tra il 1845 ed il 1864 vennero abbandonati nella Pia Casa degli Esposti e delle Partorienti in Santa Caterina alla Ruota di Milano, 85.267 bambini, con una media di 4.263 trovatelli all'anno. Si trattava del 30% circa dei bambini nati in città. Le famiglie operaie infatti, non riuscivano a mantenere più di 4-5 figli alla volta e ogni nuova nascita era un problema per l'economia familiare, anche perché spesso le donne operaie lavoravano e non avevano molto tempo da dedicare alla cura dei bambini piccoli. Questo fenomeno creò una accentuazione della fecondità delle donne milanesi, in particolare operaie. Infatti, dati gli effetti frenanti alla fecondità creati dall'allattamento, in assenza di contraccettivi, le donne, abbandonati i figli, divenivano immediatamente pronte per una nuova gravidanza. Così le operaie milanesi, a metà Ottocento, partorirono in media 13,7 figli contro gli 8,4 della media nazionale.
Questa dinamica era comune a diverse grandi città. Basti pensare che nei quartieri operai e poveri di Napoli nei primi anni ottanta dell'Ottocento si sfiorava una natalità del 50‰ contro una natalità nazionale del 38‰. In Francia e in Italia, dove venivano abbandonati ogni anno dai trenta ai quarantamila neonati, si cominciò a considerare l'idea di abolire la ruota anche per le miserevoli condizioni dei brefotrofi dove morivano per stenti la maggior parte degli esposti. La prima città in Italia a chiudere la ruota fu Ferrara nel 1867 seguita a mano a mano da altre città in tutto il corso dell'Ottocento sino alla completa abolizione delle "ruote" nel 1923 con il "Regolamento generale per il servizio d'assistenza agli Esposti" emanato dal primo governo Mussolini.

## La reintroduzione delle "ruote"

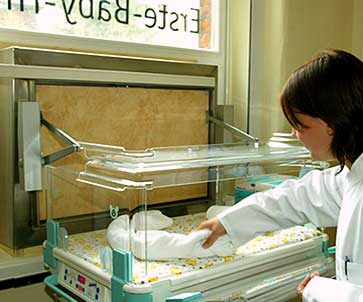
Esempio di una "moderna ruota" in Germania

In alcuni paesi è illegale per le madri partorire in un ospedale conservando l'anonimato e la "ruota" è stata l'unica modalità concessa per lasciare in modo sicuro e segreto il loro bambino affidandolo alle cure di altri. Di solito il neonato viene deposto, tramite una finestra basculante, in una stanza esterna di un ospedale tenuta a temperatura costante. Un sensore volumetrico e a contatto avverte della presenza del bambino un neonatologo, sempre a disposizione in un locale attiguo, che subito lo assiste deponendolo in una culla termica e trasferendolo poi nel reparto ospedaliero adatto.
In India e Pakistan, lo scopo delle "ruote" è principalmente quello di fornire un'alternativa all'infanticidio femminile, che si verifica a causa di fattori socio-economici, tra cui l'alto costo della dote che i genitori devono sostenere per il matrimonio della figlia. La reintroduzione delle "ruote" è avvenuta dal 1952 e dal 2000 in molti paesi, in particolare in Germania, dove ci sono circa 100 sportelli, e in Pakistan, dove sino ad oggi ve ne sono oltre 300. In Sudafrica la prima ruota è stata installata nel luglio 1999 presso la Door of Hope Children's Mission (Hole in the Wall), in una piccola chiesa della missione in Berea a Johannesburg.

## La moderna ruota in Italia
La legge italiana prevede il diritto alle donne di partorire in anonimato, di essere assistite in ospedale e di non essere perseguite se decidono di non riconoscere il figlio. I tribunali italiani non possono cercare di identificare il padre naturale mentre, per il diritto del neonato ad avere una famiglia, possono dichiararne lo stato di abbandono e mettere in atto le procedure per la sua adottabilità. Tuttavia, a differenza dell'Italia, alcuni Paesi dell’Europa continentale (Germania, Svizzera, Olanda e Spagna) riconoscono il diritto dell’adottato adulto di accedere alle proprie origini familiari e genetiche.
Malgrado le garanzie offerte dalla legge, si verificano numerosi casi di abbandono neonatale, causati spesso dallo stato di clandestinità dei genitori — che temono di essere scoperti e rimpatriati, oltre che dalle condizioni economiche e sociali che non permettono loro di allevare i figli. Da questa situazione è nata la necessità di ripristinare nuovamente la "ruota degli esposti" in forme più avanzate dal punto di vista tecnologico e sanitario. Tali strutture, denominate "culle per la vita", sono predisposte all'accoglienza dei neonati e sono dislocate sul territorio italiano; come le antiche "ruote", le moderne strutture forniscono assistenza e soccorso ai neonati abbandonati, garantendo al contempo la riservatezza e anonimato a chi lo deposita.